# 劉宸希
劉宸希（英語：Jasmine Liu，1996年4月5日—），台灣新聞主播，美國南加州大學畢業，僅花4年就拿到學士、碩士學位，被譽為「資優生美女主播」。曾任2024年中華民國總統就職典禮大會中英雙語主持人。曾任壹電視新聞台主播、年代新聞台《雅琴看世界》英文執行製作、鏡電視新聞台《早安進行式》主播。2022年9月26日，加入三立新聞台。現任三立新聞台主播、《國際辯論社》主持人、三立新聞網《What's New in Taiwan》主持人。是三立新聞台現任最年輕的主播。

## 學歷
- 美國南加州大學 (University of Southern California) 安納伯格傳播暨新聞學院 (USC Annenberg School for Communication and Journalism)
  - 傳播管理碩士 Master Degree in Communication Management
  - 大眾傳播學士 Bachelor’s Degree in Mass Communication
- 法國巴黎美國大學 (The American University of Paris) 交換學生
- San Domenico High School
- 南投縣私立普台高級中學

## 經歷
- 東森美洲新聞台實習記者。
- 壹電視新聞台政治組記者、主播、《2020美國總統大選》辯論即時口譯。
- 年代新聞台 《雅琴看世界》全英語執行製作。
- 鏡電視新聞台《早安進行式》主播、《文藝賦格》導讀人、《全球聊天室》代班主持人（2022年2月9日－2022年8月19日）。
- 三立新聞台主播（2022年10月3日～至今）。[5]
- 2022年9月29日，美國前國務卿蓬佩奧訪台，接受節目主持人鄭弘儀專訪，劉宸希擔任即時口譯員。[6]
- 2023年8月11日，獨家專訪立陶宛國會外交委員會帕季格Žygimantas Pavilionis主席。
- 三立新聞台《國際辯論社》主持人（2023年6月18日～至今）
- 2023年8月25日，美國前國防部長艾斯培訪台，接受節目主持人許貴雅專訪，劉宸希擔任即時口譯員。
- 2024年1月25日，獨家專訪美國眾議院國會台灣連線共和黨迪馬里Mario Díaz-Balart眾議員及民主黨貝拉Ami Bera眾議員。
- 2024年中華民國總統就職典禮大會中英雙語主持人。[7]

## 主持作品

### 新聞節目
| 年份                        | 節目                                    | 頻道         | 介紹   |
| --------------------------- | --------------------------------------- | ------------ | ------ |
| 2020年～2021年              | 《壹電視整點新聞》                      | 壹電視新聞台 | 主播   |
| 2022年2月9日～2022年8月19日 | 《早安進行式Good Morning Taiwan》       | 鏡電視新聞台 | 主播   |
| 2022年10月3日～至今         | 《三立整點新聞》、《三立新聞網》        | 三立新聞台   | 主播   |
| 2023年6月18日～至今         | 《國際辯論社》                          | 三立新聞台   | 主持人 |
| 2024年1月12日               | 《94要客訴x國際辯論社》選前之夜特別節目 | 三立新聞網   | 主持人 |
| 2025年5月29日               | 《What's New in Taiwan》                | 三立新聞網   | 主持人 |

### 電視節目
| 年份   | 頻道         | 節目           | 介紹           |
| ------ | ------------ | -------------- | -------------- |
| 2021年 | 鏡電視新聞台 | 《全球聊天室》 | 代班主播、主持 |
| 2022年 | 鏡電視新聞台 | 《文藝賦格》   | 主播、主持     |

### 活動主持
| 年份   | 名稱                                                                                                 |
| ------ | --- |
| 2022年 | 美國前國務卿蓬佩奧訪台，鄭弘儀專訪，劉宸希即時口譯                                                   |
| 2022年 | 文策院TCCF創意內容大會-未來內容展                                                                    |
| 2022年 | 經濟部國際貿易局Women in Trade-臺澳女性企業領袖對話英語主持                                          |
| 2023年 | 三立集團創辦30年「三立3.0 轉動台灣」首映記者會                                                       |
| 2023年 | 總統府及文化總會「來去總統府住一晚」啟動記者會                                                       |
| 2023年 | 美國前國防部長艾斯培訪台，許貴雅專訪，劉宸希即時口譯                                                 |
| 2023年 | 文化部及國立臺灣美術館「家庭美術館—美術家傳記叢書」暨「臺灣傑出藝術家紀錄片」新書‧影音聯合發表記者會 |
| 2024年 | 三立集團「台日影視交流發表會」品牌記者會日英雙語主持                                                 |
| 2024年 | 2024年中華民國總統就職典禮大會中英雙語主持人                                                         |
| 2024年 | 美國南加州大學校友會百年慶祝晚宴A NIGHT OF TROJAN FAMILY中英雙語主持人                               |
| 2024年 | 總統府「2024第47屆國際技能競賽代表團」總統及副總統接見儀式主持人                                     |

## 代言
- Jasmine Galleria 品牌形象代言人[8]

## 外部連結
- 劉宸希 Jasmine Liu的Facebook專頁
- 劉宸希的Instagram帳戶